# О’Фуаран, Лоуренс
Лоуренс О’Фуаран (англ. Laurence O'Fuarain; родился 24 апреля 1990) — ирландский актёр, снимающийся в кино и на телевидении. Сыграл второстепенные роли в сериалах «Игра престолов» и «Викинги», главную роль в сериале «Ведьмак: Происхождение».

## Биография
Лоуренс О’Фуаран родился в 1990 году. Он изучал рекламу и маркетинг в Технологическом институте Таллы, когда случайно принял участие в создании нескольких короткометражных фильмов. О’Фуарана заинтересовал кинематограф, и он поступил в Академию Боу-стрит в Дублине. В 2014 году О’Фуаран окончил Программу актерского мастерства (в одной группе с ним была Нив Алгар). В 2015 году он дебютировал в кино, в ирландском фильме «Предел». Затем сыграл небольшие роли в «Скрижалях судьбы» (2016) и в одном эпизоде пятого сезона «Игры престолов». В том же году О'Фуаран получил роль Десмонда Бирна в «Восстании». В 2017 году сыграл эпизодические роли в «Викингах» (5 сезон) и «В пустыне смерти». В 2018 году получил роль Верна в фильме «Судьба викингов».
В августе 2021 года О’Фуаран присоединился к касту мини-сериала Netflix «Ведьмак: Происхождение». Там он сыграл одного из центральных персонажей, Фьялла.
Фильмография
| Год       |   | Русское название       | Оригинальное название     | Роль            |
| --------- | - | ---------------------- | ------------------------- | --------------- |
| 2015—2015 | с | Игра престолов         | Game of Thrones           | Симпсон         |
| 2016      | с | Жители Ист-Энда        | EastEnders                | Амель Эллингтон |
| 2016      | ф | Скрижали судьбы        | The Secret Scripture      | детектив        |
| 2017—2017 | с | Викинги                | Vikings                   | Хакон           |
| 2017—2017 | с | В пустыне смерти       | Into the Badlands         | Боулер Хат      |
| 2018      | ф | Судьба викингов        | Viking Destiny            | Верн            |
| 2018      | ф | Чёрный 47-й            | Black '47                 | субконстебль    |
| 2022—2022 | с | Ведьмак: Происхождение | The Witcher: Blood Origin | Фьялл           |